# 10547 Yosakoi
10547 Yosakoi è un asteroide della fascia principale. Scoperto nel 1992, presenta un'orbita caratterizzata da un semiasse maggiore pari a 2,2934658 UA e da un'eccentricità di 0,2172168, inclinata di 4,68560° rispetto all'eclittica.